# NGC 1055
NGC 1055 ist eine Balken-Spiralgalaxie vom Hubble-Typ SBb im Sternbild Walfisch südlich der Ekliptik. Sie ist schätzungsweise 45 Millionen Lichtjahre von der Milchstraße entfernt und hat einen Durchmesser von etwa 100.000 Lj. Wahrscheinlich ist sie gravitativ an Messier 77 gebunden und gehört, wie auch NGC 1073, der M77-Galaxiengruppe an.

Im selben Himmelsareal befinden sich weiterhin u. a. die Galaxien NGC 1032, NGC 1043, NGC 1068, NGC 1072.
Das Objekt wurde am 18. Dezember 1783 von dem deutsch-britischen Astronomen Wilhelm Herschel entdeckt.